# Linda Perry
Linda Perry (sinh ngày 15 tháng 4 năm 1965) là một nhạc sĩ, người viết bài hát và nhà sản xuất thu âm nhạc rock and roll. Từng nổi tiếng với vai trò ca sĩ hát chính và người viết nhạc cho ban nhạc 4 Non Blondes, Linda đã thành lập hai hãng thu âm và trở thành nhà soạn nhạc kiêm sản xuất thu âm tên tuổi. Bà đã thực hiện công việc này cho nhiều ca sĩ nổi tiếng như Christina Aguilera, Alicia Keys, P!nk, Gwen Stefani,... cũng như đóng góp nhiều vào các album của Courtney Love, Kelly Osbourne và đưa tên tuổi của James Blunt đến với nước Mỹ. Ca khúc "Beautiful" của Linda dành cho Christina Aguilera từng được đề cử Giải Grammy cho Bài hát của năm.

## Danh sách đĩa nhạc

### Các đĩa đơn đã sản xuất hoặc sáng tác
| Năm  | Bài hát                  | Nghệ sĩ            | Vị trí trên bảng xếp hạng | Vị trí trên bảng xếp hạng | Vị trí trên bảng xếp hạng | Vị trí trên bảng xếp hạng | Vị trí trên bảng xếp hạng |
| Năm  | Bài hát                  | Nghệ sĩ            | Hot 100                   | UK                        | Đức                       | Ý                         | Úc                        |
| ---- | ------------------------ | ------------------ | ------------------------- | ------------------------- | ------------------------- | ------------------------- | ------------------------- |
| 2001 | "Get the Party Started"  | Pink               | 4                         | 2                         | 2                         | 4                         | 1                         |
| 2002 | "Beautiful"              | Christina Aguilera | 2                         | 1                         | 4                         | 8                         | 1                         |
| 2003 | "Tomorrow"               | Lillix             | -                         | -                         | -                         | -                         | -                         |
| 2004 | "What You Waiting For?"  | Gwen Stefani       | 47                        | 4                         | 22                        | 2                         | 1                         |
| 2004 | "Mono"                   | Courtney Love      | -                         | 41                        | -                         | -                         | -                         |
| 2005 | "One Word"               | Kelly Osbourne     | 121                       | 9                         | 38                        | 64                        | 69                        |
| 2005 | "Idiot"                  | Lisa Marie Presley | -                         | -                         | -                         | -                         | -                         |
| 2005 | "Save Me (Wake Up Call)" | Unwritten Law      | -                         | -                         | -                         | -                         | -                         |
| 2005 | "Redlight"               | Kelly Osbourne     | -                         | 73                        | -                         | -                         | -                         |
| 2006 | "Wonderful Life"         | Gwen Stefani       | -                         | -                         | -                         | -                         | -                         |
| 2006 | "Perfect Stranger"       | Cheap Trick        | -                         | -                         | -                         | -                         | -                         |
| 2006 | "Hurt"                   | Christina Aguilera | 19                        | 11                        | 2                         | 11                        | 9                         |
| 2006 | "Nothing But"            | Skin               | -                         | -                         | -                         | -                         | -                         |
| 2007 | "Candyman"               | Christina Aguilera | 25                        | 17                        | 11                        | 8                         | 2                         |
| 2007 | "Where Do We Go"         | Ben Jelen          | -                         | -                         | -                         | -                         | -                         |
| 2008 | "Superwoman"             | Alicia Keys        | 82                        | 128                       | 43                        | -                         | 57                        |
| 2008 | "Keeps Gettin' Better"   | Christina Aguilera | 7                         | 14                        | 14                        | 12                        | 26                        |
| 2009 | "La Scala (The Ladder)"  | Giusy Ferreri      |                           |                           |                           | 27                        |                           |
| 2011 | "Put Your Hearts Up"     | Ariana Grande      |                           |                           |                           |                           |                           |